# 혈마
《혈마》는 한국에서 제작된 홍개명 감독의 1928년 영화이다. 이필우 등이 제작에 참여하였다.